# Lomatia armeniaca
Lomatia armeniaca är en tvåvingeart som beskrevs av Paramonov 1924. Lomatia armeniaca ingår i släktet Lomatia och familjen svävflugor. Inga underarter finns listade i Catalogue of Life.